# 英雄连
《英雄連隊》是一款以第二次世界大战西線为背景的PC即时战略游戏，時間跨度約從諾曼第登陸直至市場花園行動。这款游戏在2005年4月25日第一次对外界宣布，游戏是由加拿大游戏开发组遗迹娱乐（Relic Entertainment）开发，并由美国THQ公司发行（2012年SEGA收購了遗迹娱乐並接手該遊戲的運營），而台湾由松岗科技（後為翎盛科技接替）代理發行繁体中文版本。
遗迹娱乐在2007年11月上市了首部資料片《英雄連隊：抵抗前线》（Company of Heroes: Opposing Fronts），加入了市场花园行动中的英军第2军和德军裝甲精銳隊。而第二部資料片《英雄連隊：勇气传说》（Company of Heroes: Tales of Valor），在2009年4月发布，其中加入了手动射击模式及三个《战锤40000：战争黎明II》风格的单人剧情。
2012年5月7日，THQ公司和遗迹娱乐正式在《英雄連隊》官网上公布了官方续作《英雄連隊2》，該作于2013年发行，側重於二次大戰中的苏德战争。該遊戲也被拍成電影《鐵幕英雄》，由湯姆·塞茲摩爾主演。
2020年2月13日，由英國電子遊戲發行商Feral Interactive於App Store發行，售價13.99美元。初期僅允許在iPad上（iPadOS）進行安裝和遊玩。同年9月11日推出iOS版本，供iPhone使用者安裝遊玩。
2021年7月13日，SEGA正式公開新作消息《英雄連隊3》，預計2022年內發布。

## 故事情节
《英雄连》设定于二战时期派駐西线的虚构美國陸軍步枪连“A连”（Able Company，例如A连随第一步兵师在奥马哈登陆，又莫名的跟随第90步兵师到了犹他海滩），同时也包括了协助其作战的101空降师“F连”（Fox Company）、游骑兵（Rangers）以及装甲部队。这支部队经历了二战欧洲战场上大部分的重要和血腥的战役, 包括在D日的诺曼第登陆、攻占卡朗唐、瑟堡攻坚战、打破僵持的“眼镜蛇行动”、莫亭（Mortain）防御战以及围歼德军第7军的法莱兹包围战。
开发商宣称将游戏任务提高到了“创造性的自由”的水平，使任务有了很高的耐玩度。

### 美軍戰役

#### 《入侵诺曼底》
- A连連長萨姆·麦凯（Sam MacKay）上尉，虽然他是一支普通陆军部队的指挥官，但被塑造成了一个冲锋者的形象。他在聖洛（St. Lô）战斗中被德军舒茨上尉的“虎式王牌”所杀害。
- A连首席士官乔·康提（Joe Conti）中士（后来晋升为中尉）。他与麦凯上尉同时参军，并且是游戏的旁白者。当麦凯上尉被杀害时他在场，但是与死神擦肩而过。随后他成为了A连的指挥官，并指挥部队为麦凯复了仇。
- 德军130装甲教導师喬瑟夫·舒尔茨（Joseph Shultz）上尉是一辆德国虎式坦克（代号“Ace”）的车长。在《英雄连》中，他一个人带领精锐装甲团对抗A连，并指挥坦克群攻击“红球快递”，然后在此役中用望远镜观察到了麦凯上尉。他在聖洛指挥他的部队协助德军撤退，并操纵“虎式王牌”开炮炸死了麦凯上尉。A连最终在舒尔茨上尉的部队试图突围撤退时击毁其坦克，將其炸死在他引以為傲的虎式坦克中。

#### 《公路》
於D-Day的前一天，美軍暗中計畫出兵控制拉菲雷公路，要奪回被德軍所佔領的卡基尼，1944年6月6日，82空降師在拉菲雷公路附近空投了一些傘兵，但部隊被散落在各處。有些傘兵很不幸地降落在了海中或內陸中，但即使如此還是繼續衝向卡基尼完成任務。

### 英軍戰役

#### 《解放卡昂》
- 布莱克摩尔（Blackmore）少校
- 卡廷（Cutting）上尉

英军战役所记述的苏格兰皇家工兵团为了夺取法国战役的第一个战略要点，诺曼底的滩头基地——卡昂（Caen）所经历的一系列战斗包括夺取可以为攻击卡昂提供火力支持的112高地，以及肃清德军在卡昂机场的抵抗。在战斗期间，布莱克上校和他的连队将得到精锐的皇家突击队，强悍的丘吉尔坦克，和犹如死神的厉吼般的英军榴弹炮的支援。

### 德军战役

#### 裝甲精英戰役

##### 《市場花園作戰》
- 沃斯（Voss）少将
- 沃尔夫冈·波尔彻（Wolfgang Bercher）
- 阿尔德里奇·波尔彻（Aldrich Bercher）

《抵抗前线》中为德軍的裝甲精銳部隊设计了剧情战役，这是极为罕见的。德军战役剧情围绕着二战中最大的空降行动——市场花园行动展开。作为在比法边境的小城沃梅兹驻防的德军装甲教导战斗群，波尔彻兄弟一同抵抗如暴风雪一般铺天盖地袭来的英美聯军空降师团。并在69号公路，这条被称为地狱的公路上，彻底毁灭盟军空降师团的希望；在奥斯特比克，完成对盟军最后的切割、包围、歼灭。在此过程中，精锐的德国国防军亦參與行动，以及“绿色惡魔”—德国空降獵兵也參予援助；德軍裝甲精銳隊兵团包括豹式装甲战斗群、追猎者式驅逐战车、猎豹驱逐战车和當時陸地上最强大的武装載具——虎王坦克也将出現。

#### 德军戰役

##### 《虎式精英》
主角：
- 馬希米里安·沃斯 上尉（原型人物：車長米歇爾·魏特曼）
- 喬瑟夫·舒茨 中士（原型人物：砲手博薩隆·沃爾）

英軍第七裝甲師「沙漠之鼠」正在往一個波卡基村推移進攻，而德軍虎式戰車的坦克指揮官沃斯上尉命令部隊後退，只留下他及他的組員和一輛堅固的虎式戰車來面對英軍第七裝甲師，雖然處於數量上的劣勢，但他單槍匹馬擊破了英軍大量裝甲車。而當這輛虎式戰車癱瘓之後，他們亦成功設法溜回後方，再乘上另一輛虎式戰車，然後把英軍部隊轟出了小鎮。
PS：此任務戰役中所出現的人物名稱具判斷應該是製作小組為了避嫌而改名，歷史上真有過此戰役。詳情：維萊博卡日戰鬥

##### 《法萊斯包圍戰》
法萊斯裡頭有一萬名的德軍弟兄幾乎被盟軍給包圍，他們唯一的希望就是從杜倫和香柏這兩個城鎮之間的缺口脫逃，今次的主要任務就是率領88軍團的346步兵師艱難的抵抗盟軍部隊的進攻確保杜倫不可以被盟軍攻下，否則就沒有機會讓同胞們撤退。

## 游戏模式
游戏允许2至8名玩家通过區域網路或網際網路队战。多人游戏注重于团队协作，并可以共享资源与控制区。为了英雄连Relic使用了一套新的叫做Relic Online的在线游戏系统。之前Relic的游戏使用GameSpy Arcade或者WON的在线服务。 这套系统所拥有的特点是之前的服务所没有的，包括自动對战与排名系统。

### 多人游戏模式
- 勝利點控制（Victory Point Control）
- 歼灭模式（Annihilate）

### 资源
《英雄连》试图通过改变游戏中资源的采集方式来改变即时战略游戏的操作方式，并消除了前一代游戏中宏观控制和发展的概念，创造一个更加战略和针对小股行动的即时战略游戏体验。《英雄连》的资源收集模式与Relic之前的另一款著名游戏《戰鎚40000：破曉之戰》系列相似，玩家必须控制地图上的战略点，每个战略点控制一定范围的拥有不同资源的领域。玩家控制的这些点越多，得到的资源也就越多。这个设定则要求玩家在领土上要有持续的扩展，一旦连接两个地区内的区域被敌方占领，来自远处地区的资源供应就会被切断。玩家需要采集三种资源：人力（Manpower）、弹药（Munition）和燃料（Fuel）。所有的单位都需要人力资源，特别是步兵；弹药可以使玩家为军队获取武器升级或者特殊技能；燃料可以使玩家获取车辆和建築物的升級。玩家可以根据资源的不同在资源点上布置哨所用来加强防御能力，而各种工事设施只有在占领该地区后才可建造。
游戏中一支小分队的生产需要消耗相当可观的资源。这将《英雄连》与传统的即时战略游戏区分开来，普通的人海战术将很难在游戏中看到。(新模組的蘇聯例外:徵招兵允許招募至人海的程度，因為不佔據人口，但是戰力貧弱)。游戏並且完全抵制了以前死守在家的情形發生，限制玩家一定要往地圖外發展（尤其是勝利點控制）。

### 遊戲設定
《英雄连》延续了《战争黎明》的操作风格，每一兵种都是以“班”（小队）为作战单位。有的重武器兵种例如迫击炮和反坦克炮，限制小分队里至少要剩下两人才可以繼續运作。部队在自方基地或是运兵车附近可以进行兵力增援，补充不足的兵力（空降兵则可以随时随地进行增援，但仅限于己方控制区域）。德军的大部分步兵可以使用医疗包进行自我治疗。有一些兵种具有隐蔽功能（如狙击手、德鐵十字衛隊、突擊兵及38式反坦克炮），但是一旦开火就会暴露位置。
各种装甲车辆根据地形、角度不同会有不同的攻击和受损效果，但发动机或是履带受损（比如遭到地雷或粘弹袭击）时会失去移动能力，而车顶的机枪手可以被射杀，如果主炮被毁则会失去战斗力。装甲车辆普遍前部防御力最强、侧部次之、后部最弱，特别是前方中弹时甚至可能出现“跳弹”现象而丝毫无损。普通轻武器如果使用穿甲弹可以对轻型装甲车辆形成一定威胁，但是对坦克一类的重甲战车基本上无效。有些车辆则具有特殊能力，比如美军M4雪曼的烟雾弹和排雷旋链、鳄式雪曼的推土铲、M8“灰狗”装甲车的布雷、德军四号步兵支援坦克的定点速射等等。对于受到损伤的车辆，盟军阵营和轴心国阵营均可以召唤工兵前来修理车辆，在某些模式下，裝甲精英
可以使用虎式维修车快速修理。
《战争黎明》中的掩体系统在《英雄连》中被进一步发扬光大。在交战过程中单兵的会自动地寻找掩体（例如沙袋、矮墙、壕沟、弹坑、灌木、被毁坏的车辆等等各种障碍物），在周围没有掩体时也会卧倒，智能的AI使部队可以做出现实中的一些反映。掩体下的小分队可以获得额外的防守指数，这使他们在作战中更有战斗持续能力，在《英雄连》中巧妙的使用掩体是取得胜利的关键。掩体所能给与的保护则以绿色（重掩体）、黄色（轻掩体）、红色（无掩体）来代表，驻扎于楼房内等同于硬掩体。由于《英雄连》使用了特殊的物理引擎，不同的掩体对不同的武器也会有不同的防御效果，而手榴弹及火焰喷射器可以忽视掩体打击对方，炸药包、迫击炮、重型火炮等等则能够干脆损坏甚至摧毁掩体。除此之外，《英雄连》中還有所謂的壓制能力：部隊如果受到敵軍強大火力（比如重机枪）攻擊，會自動趴在地上以牺牲機動能力換得更多防禦力，並且在圖標上閃黃燈；直到紅燈閃爍時，表示已完全被压制，部隊將被钉死在地上动弹不得，只能以比閃黃燈更慢的速度匍伏前進。而在硬掩体的保护下，部队受到火力压制的机遇會大大减少，从被压制状态下恢复的时间也大大缩短。大部分火焰攻擊會在地板上延燒，能重傷部隊，不分敵我。

## 绘图
《英雄连》是第一款使用Relic自行开发的下一代游戏图形引擎——“精髓”引擎（Essence Engine）的游戏。 这款从头设计与编码并为Relic所利用来实现所有下一代图形效果，包括HDR光线效果、即时光影效果、改进的顶点处理、贴图效果以及支持DirectX 10.0。制作人员约翰·约翰逊（John Johnson）说：“我们可以在游戏中实现（第一人称射击游戏）《战栗时空2》中的所有的高级图形效果。”使用Essence Engine的《英雄连》可以绘制出高细节的步兵、车辆和建筑物，甚至可以在视角拉近后清晰的显示单兵的面部特征，而不需要顶级的游戏配置。甚至一个步兵小分队可以展现出2000种动作。
《英雄连》使用了爱尔兰Havok公司的“破坏3.0”（Havok 3）物理引擎组件，这使《英雄连》可以展现出每一个物体的高真实性物理效果。坦克可以推倒围墙或其他障碍物，手榴弹和炮弹也可以对建筑物的一部分作出损坏。游戏中的各种建筑物都能被摧毁，而残骸则可以被用来做掩体。得益于Havok物理引擎，爆炸的烟雾、灰尘和建筑物碎片的飞行都可以真实地展现出来。风向可以影响烟的飘动方向，炸起的泥土也可以盖到单位上，瓦砾弹起并且可以滚动。当步兵被射中或炸起时身体的部分都可随之运动、被掀飞，甚至四分五裂，这些都可以由Havok物理引擎实现。

## 衍生作品

### 《英雄连Online》
盛大网络于2009年公测的《英雄连OL》（下称OL），在游戏外观和模型上与《英雄连》单机版基本相同，但是没有资料片中的德精锐装甲师及英军，而且由于游戏网络游戏的局限，他们对游戏的内容做了部分的修改。如部队的势力及发展分支需要在游戏的一开始创建指挥官是就已经确定，那么玩家在游戏过程中无法扮演另外的势力及另外的分支军队（除非创建新的角色）；游戏中加入了现金道具，类似“生命恢复”和“建在单位消耗资源降低”等技能卡片（暂时称为技能卡片）将可以被使用；分支特色技能需要由通过对战所不断升级才能够获得，这就意味着高等级玩家比低等级玩家拥有更多威力更大的武器种类……游戏的最低画质较单机版本也有所降低，操作基本相同。
《英雄连Online》已停止运营，但可以在盛大网络《英雄连Online》网页上下载游戏.

### 《英雄连2》
2012年5月7日，THQ及遗迹娱乐在美国加利福尼亚州阿格拉山的THQ总部宣布，《英雄连》即将迎来续作《英雄连2》（Company of Heroes 2），把苏联红军正式带入《英雄连》系列（之前只有上面敘述的《東線戰場》模组）。遗迹娱乐将运用自行开发的第三代“精髓”游戏引擎（Essence 3.0），将玩家带往二战时期最激烈的东线战场，从1941年的背景开始，由巴巴罗萨行动到柏林战役一直经历苏德之间“绞肉机”的残酷。
THQ雖一度申請破產保護，但仍預計於2013年春季後發行；建議售價59.9美金，中文版代理商為新加坡EPICSOFT公司。

## 其他
- 《英雄连》在遊戲界的口碑非常之好，甚至有“史上最佳即時戰略”的美評。諸多遊戲評論網站及雜誌，如PC Gamer、IGN、GameSpot、GameSpy、《電腦遊戲》（Computer Games Magazine）等等，均給與《英雄连》“2006年度最佳遊戲”和“最佳戰略遊戲”的獎譽。
- “英雄连”這個名字來自於美國戰爭电视剧《兄弟连》片尾採訪部分理查德·溫特斯（Richard Winters）少校閱讀戰友麦仁·兰尼（Myron Ranney）中士的一封書信時的一句名言。信中兰尼提到自己的孫子問他是否是英雄，回答是：「不，但我跟一个连的英雄一同服役。」（原文：No, but I served with a company of heroes.）”此外，溫特斯在片中的名言“我們是傘兵，理所當然要被包圍。”（原文：We are paratroopers; we are supposed to be surrounded.）也成為了遊戲中空降兵的一句台詞。
- 《英雄连》中狙擊手的台詞「給我一槍一彈指向柏林」是源自史蒂芬史匹柏的《搶救雷恩大兵》中狙擊手傑克遜的台詞：「只要把我和這支槍放到一英里內能看見希特勒的地方……打包回家吧，夥計們，戰爭結束了。」